# Callistocythere
Genre
Synonymes
Leptocythere (Callistocythere) Ruggieri, 1953
Callistocythere est un genre de crustacés de la classe des ostracodes, de la sous-classe des Podocopa, de l'ordre des Podocopida, du sous-ordre des Cypridocopina et de la famille des Leptocytheridae.

## Liste des espèces
Selon World Register of Marine Species (8 aout 2019):
- Callistocythere abjecta Schornikov, 1966
- Callistocythere adriatica Masoli, 1968
- Callistocythere akabashia Hu & Tao, 2008
- Callistocythere alata Hanai, 1957
- Callistocythere arcana Bonaduce, Masoli & Pugliese, 1976
- Callistocythere arcuata Bonaduce, Masoli, Minichelli & Pugliese, 1980
- Callistocythere asiatica Zhao, 1984
- Callistocythere badia (Norman, 1862)
- Callistocythere bonaducei Barbeito-Gonzalez, 1971
- Callistocythere chihyunga Hu & Tao, 2008
- Callistocythere costata (Hartmann, 1956)
- Callistocythere cranekeyensis (Puri, 1960) Baker & Hulings, 1966
- Callistocythere craterigera (Rome, 1942) Rome, 1965
- Callistocythere crispata (Brady, 1868)
- Callistocythere crucifera (Hartmann, 1954)
- Callistocythere dedeckkeri Yassini & Jones, 1995
- Callistocythere dinglei Whatley & Keeler, 1989
- Callistocythere discrepans (Mueller, 1894)
- Callistocythere dispersocostata Hartmann, 1962
- Callistocythere dorsotuberculata Hartmann, 1979
- Callistocythere elegans (Mueller, 1894)
- Callistocythere elena Barbeito-Gonzalez, 1971
- Callistocythere eugenia Hu & Tao, 2008
- Callistocythere eulitoralis Hartmann, 1974
- Callistocythere fischeri Hartmann, 1961
- Callistocythere flavidofusca (Ruggieri, 1950) Kurc, 1961
- Callistocythere folliculosa Bonaduce, Ciampo & Masoli, 1976
- Callistocythere fossulata Coimbra, Sanguinetti & Bittencourt-Calagno, 1995
- Callistocythere foveata (Hartmann, 1953)
- Callistocythere gilva Bonaduce, Ciampo & Masoli, 1976
- Callistocythere hayamensis Hanai, 1957
- Callistocythere hosonosuensis Okubo, 1979
- Callistocythere innominata (Brady, 1898)
- Callistocythere insolita McKenzie, 1967
- Callistocythere insularis Meireles, Keyser & Ávila, 2014
- Callistocythere intermedia Ha & Tsukagoshi, 2015
- Callistocythere iodosicostata Ruan in Ruan & Hao (Yi-Chun), 1988
- Callistocythere ishizakii Ikeya & Zhou, 1992
- Callistocythere janiceburrowsae Yassini & Jones, 1987
- Callistocythere japonica Hanai, 1957
- Callistocythere keiji (Hartmann, 1978) Mckenzie & Pickett, 1984
- Callistocythere laevis Okubo, 1979
- Callistocythere laminata Coimbra, Sanguinetti & Bittencourt-Calagno, 1995
- Callistocythere lobiancoi (Mueller, 1894)
- Callistocythere moseleyi (Brady, 1880)
- Callistocythere multicellulosa Coimbra, Sanguinetti & Bittencourt-Calagno, 1995
- Callistocythere multirugosa Chen in Hou, Chen, Yang, Ho, Zhou & Tian, 1982
- Callistocythere murrayana (Brady, 1880)
- Callistocythere neoplana Swanson, 1979
- Callistocythere nodosicostata Ruan, 1988 in Ruan & Hao, 1988
- Callistocythere nucleoperiscum Whatley, Moguilevsky, Toy, Chadwick & Ramos, 1998
- Callistocythere numaensis Frydl, 1982
- Callistocythere obtusa Swanson, 1979
- Callistocythere ornata (Hartmann, 1956)
- Callistocythere pallida (Mueller, 1894)
- Callistocythere postinodosa Hao (Yi-Chun) in Ruan & Hao (Yi-Chun), 1988
- Callistocythere protracta Ruggieri & D'Arpa, 1993
- Callistocythere reticulata Hanai, 1957
- Callistocythere rioplatensis Whatley, Moguilevsky, Chadwick, Toy & Ramos, 1998
- Callistocythere rugosa Hanai, 1957
- Callistocythere ryukyuensis Ha & Tsukagoshi, 2015
- Callistocythere setouchiensis Okubo, 1979
- Callistocythere shuliana Hu & Tao, 2008
- Callistocythere sigmocostelata Coimbra, Sanguinetti & Bittencourt-Calagno, 1995
- Callistocythere sinensis Zhao (Yi-Chun) (Quan-Hong), 1984
- Callistocythere subjaponica Hanai, 1957
- Callistocythere taeniata (Rome, 1942) Rome, 1965
- Callistocythere tateyamaensis Frydl, 1982
- Callistocythere tateyamensis Frydl, 1982
- Callistocythere tientaolis Hu & Tao, 2008
- Callistocythere tihaoa Hu & Tao, 2008
- Callistocythere tosaensis (Ishizaki, 1968)
- Callistocythere tribulosa Hao (Yi-Chun) in Ruan & Hao (Yi-Chun), 1988
- Callistocythere undata Hanai, 1957
- Callistocythere undulatifacialis Hanai, 1957
- Callistocythere ventricostata Hao (Yi-Chun) in Ruan & Hao (Yi-Chun), 1988
- Callistocythere ventrolata Yassini & Jones, 1995
- Callistocythere vexata Bonaduce, Ciampo & Masoli, 1976
- Callistocythere windangensis Yassini & Jones, 1987
- Callistocythere yanghui Hu & Tao, 2008

Noms temporaires
- Callistocythere reticulata Hulings, 1966 (homonyne de Callistocythere reticulata Hanai, 1957)
- Callistocythere rastrifera (Ruggieri, 1953) Colalongo, 1966 répresenté comme Callistocythere (Rastrocythere) rastrifera (Ruggieri, 1953) Ruggieri, 1992

Noms en homonymie
- Sous-genre Callistocythere (Callistocythere) Ruggieri, 1953
  - Callistocythere (Callistocythere) littoralis (Mueller, 1894) Hanai, 1957, un synonyme de Sagmatocythere littoralis (Mueller, 1894)
- Callistocythere arenicola (Hartmann, 1964) Lerner-Seggev, 1972, un synonyme de Chartocythere arenicola (Hartmann, 1964)
- Callistocythere cancellata (Brady, 1868), un synonyme de Hemicytheridea cancellata (Brady, 1868)
- Callistocythere crenata (Brady, 1890), un synonyme de Hemicytheridea crenata (Brady, 1890)
- Callistocythere demissa (Brady, 1868) Eagar, 1971, un synonyme de Keijia demissa (Brady, 1868) (new combination)
- Callistocythere diffusa (Mueller, 1894), un synonyme de Leptocythere (Callistocythere) diffusa (Mueller, 1894) Schornikov, 1966
- Callistocythere hartmanni McKenzie, 1967, un synonyme de Leptocythere hartmanni (Mckenzie, 1967)
- Callistocythere inconspicua (Brady, 1880), un synonyme de Kotoracythere inconspicua (Brady, 1880) Whatley, 1987
- Callistocythere littoralis (Mueller, 1894), un synonyme de Sagmatocythere littoralis (Mueller, 1894)
- Callistocythere mediterranea (Mueller, 1894), un synonyme de Sagmatocythere mediterranea (Mueller, 1894)
- Callistocythere puri McKenzie, 1967 (faute d'orthographe)